# Bø (stacja kolejowa)
Bø – stacja kolejowa w Bø, w regionie Telemark w Norwegii, jest oddalona od Oslo Sentralstasjon o 163,44 km. Jest położona na wysokości 69,6 m n.p.m.

## Ruch dalekobieżny
Leży na linii Sørlandsbanen. Jest stacją obsługującą dalekobieżne połączenia z południowo-zachodnią i południową częścią kraju. Stacja przyjmuje sześć par połączeń dziennie do Kristiansand, Arendal i Stavanger.

## Obsługa pasażerów
Wiata, poczekalnia, kasa biletowa, automat biletowy, telefon publiczny, parking na 50 miejsc, parking rowerowy, winda peronowa, ułatwienia dla niepełnosprawnych, schowki bagażowe, rstauracja, przystanek autobusowy, postój taksówek. Blisko stacji narciarskie trasy zjazdowe.